# تشارلز دبليو. هاتشيسون
تشارلز دبليو. هاتشيسون هو سياسي أمريكي، ولد في 26 فبراير 1865، وتوفي في 8 يوليو 1945. نشط حزبياً في الحزب الجمهوري. وقد انتخب عضو جمعية ولاية ويسكونسن ‏.